# Björn Demmin
Björn Demmin (* 1973 in Eutin) ist ein deutscher Kommunalbeamter. Seit 2023 ist er als Parteiloser Landrat des Kreises Plön.

## Leben
Björn Demmin ist der Sohn des früheren Plöner Bürgermeisters Ulf Demmin.
Nach dem Abitur 1993 absolvierte er eine Verwaltungslehre beim Kreis Plön und ein Studium an der Fachhochschule für Verwaltung und Dienstleistung mit Abschluss als Diplom-Verwaltungswirt (FH). Von 1996 bis 2015 war er in der Kreisverwaltung tätig.
Als Kandidat der SPD wurde Demmin am 12. Juli 2015 in der Stichwahl mit 58,9 % der Stimmen zum Bürgermeister von Preetz gewählt. Im ersten Wahlgang waren 37,1 % der Stimmen auf ihn entfallen. Am 1. September 2015 trat er das Amt an. Am 7. März 2021 wurde er ohne Gegenkandidaten mit 93,72 % der Stimmen wiedergewählt.
Am 8. Dezember 2022 wurde Demmin im dritten Wahlgang mit 34 Stimmen zum Landrat des Kreises Plön gewählt. Seine sechsjährige Amtszeit begann am 5. Mai 2023.